# Karczma (Frywałd)
Karczma – północna część wsi Frywałd w Polsce, położona w województwie małopolskim, w powiecie krakowskim, w gminie Krzeszowice.
W latach 1975–1998 Karczma administracyjnie należała do województwa krakowskiego.
W XV w. na rozwidleniu dróg, powstała karczma, która istniała do XIX wieku.